# Подарочная монета
Пода́рочные моне́ты, иначе донати́вные моне́ты (лат. dono — дарю) — монеты, выпущенные не для регулярного обращения, а для раздачи их (в Российской империи — императором или великими князьями) в виде поощрения или в связи с каким-либо событием. Отличаются от настольных медалей чеканкой по монетной стопе, иногда с обозначением номинала.

## Древнерусское государство
Несмотря на находки в древнерусских кладах златников и сребреников Владимира и Ярослава, отчеканенных по образцу соответствующих византийских монет, свидетельства их использования в обращении отсутствуют. По мнению ряда нумизматов, они служили в качестве подарочных монет, однако этой точке зрения противоречат следы износа на них.

## Подарочные монеты в Российской империи
К ним относятся рубли 1762 года, отчеканеные из золота по весовой норме серебряных монет, которые, по мнению Ф. Шуберта, раздавались гвардейским офицерам — участникам дворцового переворота 1762 года.
Также к донативным относятся монеты достоинством в полтора рубля — 10 злотых, чеканившихся в 1835—1836 из серебра и золота по случаю 10-летия царствования Николая I.
Золотые монеты достоинством в 25 рублей, чеканившиеся в 1876, 1896 и 1908.
Золотые монеты с двойным номиналом 37 рублей 50 копеек — 100 франков 1902 года.